# Булычев, Владимир Николаевич
Булычев, Владимир Николаевич (род. 6 ноября 1957 года, Киров) — советский и российский очеркист, публицист, прозаик, сценарист, редактор. Член Союза журналистов СССР (России) с 1981 года, член Союза писателей СССР (1989), Союза писателей России с 1992 года.

## Биография
Владимир Николаевич Булычeв родился 6 ноября 1957 года в городе Кирове в семье педагога и журналиста. Отец Николай Владимирович Булычев  (4.02.1932 — 14.12.2004) — главный редактор общественно-политических, художественных передач Кировской студии телевидения . Мать Ариадна Николаевна Булычева (15.01.1932 — 10.12.2013) — директор средней школы.
После окончания школы № 29 (ныне Вятская гуманитарная гимназия) в 1974 году поступил на факультет журналистики Московского государственного университета. По его окончании работал корреспондентом, заведующим отделом в кировской молодёжной газете «Комсомольское племя». В 1986 году переехал в Омск, где возглавил отдел учащейся молодёжи газеты «Молодой Сибиряк».
В разные годы был представителем центральных изданий в Сибири. Так, в 1988 году назначен собственным корреспондентом журнала ЦК ВЛКСМ «Парус» по районам Сибири и Дальнего Востока . С 1992 года — заведующий Сибирским агентством общероссийского журнала «Россия молодая» . В 2000 году стал собственным корреспондентом журнала «Сельская новь» по Западной Сибири.
Также продолжал работать в региональных СМИ: 2000—2011 годы — обозреватель газеты «Омский вестник». С 2011 по 2020 год — директор ООО «Издательство» и до 2013 года — главный редактор еженедельной газеты «Омская трибуна», неоднократно отмечавшейся дипломами и премиями на межрегиональных и общероссийских конкурсах прессы. В 2014 году, как единственный участник ООО «Издательство», учредил газету «Трибуна ЖКХ» , тираж которой достигал 100 000 экземпляров. В 2019 году издание прекратило существование из-за финансовых трудностей.
- Дети от первого брака с Ниной Булычевой: Полина (27.09.1984) и Александра (4.10.1985).
- С 1998 года женат на Ирине Булычевой, их сын — Арсений  (10.12.2001).

## Творчество
Первые публикации относятся к 1972 году, когда автору было 14 лет. Короткие рассказы из школьной жизни выходили в кировской молодёжной газете «Комсомольское племя». Юнкоровский клуб «Парус», которым руководила Светлана Шешина, учил старшеклассников, в том числе Булычева, азам журналистики. Юному автору в 15-летнем возрасте даже удалось взять интервью у гастролировавших в Кирове знаменитого экстрасенса Вольфа Мессинга (вспоминает:«Так волновался, что для поддержки потащил на беседу друга…»), популярного в ту пору певца Полада Бюльбюль оглы.
Уже на факультете журналистики МГУ постепенно определился с темами очерков: мораль и право, воспитание детей и подростков. Считает, что основную роль в этом выборе сыграл Юрий Щекочихин, под началом которого проходил студенческую практику в «Комсомольской правде» в 1977 году. Общение продолжилось и после вуза. Щекочихин заражал не только своим профессионализмом, но и гражданской позицией. В одном из интервью журналу «Сибирь и Я» Булычев говорит о Щекочихине (и не только): 
"Очень живой, обаятельный. Бесстрашный. За что и поплатился спустя годы. Он был неугоден ни той, ни этой власти… В студенчестве ещё мне попалось на глаза высказывание немецкого журналиста Гюнтера Вальрафа : «Пишущий человек должен находиться в оппозиции к существующему режиму». Всегда много желающих обслуживать действующую власть. Куда меньше тех, кто готов ей оппонировать, плыть против течения… Несмотря на цензуру, честные журналисты писали о чём хотели, да, иногда используя эзопов язык. Как говорил Евтушенко, «мы умудрялись брать заказы и делать всё наоборот»
Первые же после окончания журфака очерки в газете «Комсомольское племя»  проходили через препоны «обллита» непросто, с купюрами, но неизменно вызывали большой общественный резонанс. Речь и о материале «В тишине пощёчины громче» — о том, как в одном из детских домов Кировской области жестоко обращались с детьми (за публикацией последовали уголовные дела), и о журналистском расследовании «Украденная биография». В нём автор разоблачил особо опасного рецидивиста, мошенника, долгие годы выдававшего себя за узника «Освенцима», куда якобы он, разлучённый с родителями в годы Великой Отечественной войны, попал ребёнком. Вскоре этот очерк в несколько иной редакции под заголовком «Кощунство» был напечатан в журнале ЦК ВЛКСМ «Смена» , где получил премию в числе лучших публикаций 1980 года. — Смена (журнал). — № 24, 1980.
С начала профессиональной деятельности автор активно публикуется и в других центральных изданиях: в «Комсомольской правде», «Литературной газете», «Учительской газете», газетах «Гудок» и «Трибуна» (бывшая «Социалистическая индустрия»); в журналах «Литературное обозрение» (в качестве рецензента), «Сельская новь», «Литературная учёба», «Ровесник», «Рабочая смена», «Советская женщина», «Семья и школа»; в «толстых» журналах «Москва» и «Сибирские огни». Очерки также выходят во многих коллективных сборниках и альманахах издательства «Молодая гвардия».
Кировский журналист и поэт Михаил Коковихин в очерке «Ибо горек путь назад» назвал Булычева «лучшим вятским журналистом 80-х». Он получает признание и за пределами региона. После журнала «Смена» лучшими публикациями года его очерки также назывались в журналах «Сельская новь» и «Литературная учёба», в газете Литературная Россия.

Журналистка «Комсомольской правды» Надежда Ажгихина писала о первой книге В.Булычёва «Незримые уроки», вышедшей в 1983 году в Волго-Вятском книжном издательстве: очерки привлекли 
«и обстоятельностью анализа всех причин поступков героев, и остротой восприятия окружающего. Видно было, как проскользнувшая, затронутая лишь слегка в одном материале мысль становилась основой следующего. Что журналисту надо рассмотреть тему со всех сторон, углубиться… И ясно было, что он не хочет быть „умнее“ героев. Наоборот, стремится научиться у них как можно большему».
В статье журналиста, писателя Зуфара Гареева"Новый очерк. Попытка аналитического разбора" даются такие характеристики творческих приёмов В. Булычева: 
«Неумеренной патетике, казённому оптимизму… новый очерк противопоставил сдержанность, аналитизм — убавив в оптимизме, он прибавляет в иронии и самоиронии, что является типичными чертами современного мироощущения… Внутренний артистизм, присущий натуре В. Булычева, позволяет ему с удивительной точностью держать ту весьма трудную манеру повествования — средство психологической прозы, — когда повествование ведётся не собственно от автора и не от героя, а от некого третьего лица, гибко соединившего в себе две эти возможности… Перед нами скорее кусок документальной прозы с её специфической драматургией, — безусловно, отличной от драматургии традиционного очерка газетно-журнального типа».
С Гареевым полемизирует Евгений Ильин, известный советский и российский педагог-новатор в послесловии к книге В. Булычева «Неродные родные дети», вышедшей в 1989 году. Ссылаясь на публикацию в журнале «Литературная учёба», он пишет: 
«В. Булычева называют автором „нового очерка“. Думаю, что это не совсем точно. Лучше было бы сказать, что старый, классический „очерк нравов“ оказался у нас забыт, сведён к газетному, сенсационному, как правило, неглубокому, однодневному судебному очерку. Оно и понятно: если в самих нравах царила путаница, то откуда же взяться „очерку нравов“? Заслуга В. Булычева в том, что он честно и добросовестно служит этому жанру… Жанр очерка в таком виде встречается сегодня нечасто. Этот жанр, являясь литературой, использует многие приёмы художественной прозы, но при этом всё же сохраняет „монопольные“ очерковые черты. В частности, он диктует читателю такую психологию восприятия, когда веришь в документальность события, пусть бы и вымышлены оказались имена его героев». 
Книга «Неродные родные дети» номинировалась на премию Ленинского комсомола.
В 1989 году в издательстве «Советская Россия» вышла ещё одна книга автора: «Кто мы? Коллективный портрет тридцатилетних, написанный одним из них» . Очерки о сверстниках соседствуют в ней с публицистическими страницами, размышлениями о месте и роли молодого, набирающего силу поколения в стремительно меняющемся мире.
В 80-90-е годы был участником Всесоюзных семинаров и совещаний молодых очеркистов и писателей, в 1985 году — участником Всесоюзной экспедиции молодых писателей по Тюменскому Северу, по следам которой подготовлена публикация в журнале «Литературная учёба». В 1989 году на IХ Всесоюзном совещании молодых писателей В. Булычева принимают в Союз писателей СССР.
Его следующие книги выходили в
Омском книжном издательстве: «Судите и судимы будьте» (1990)  «Бесполый секс?.. Книга для подростков, их родителей и нестрогих учителей» (1992) . Последняя, как следует из аннотации, «поднимает темы сексуальных переживаний детей и подростков, отношений полов среди несовершеннолетних, воспитания чувств в трудную пору взросления».
В 2010-е годы приступает к написанию сценариев. По нескольким из них сняты фильмы. «Последняя капля» (2017, режиссёр Олег Ларин) — номинант в разделе «Лучший короткометражный фильм» на ХХIY Международном кинофестивале «Сталкер» (Москва, декабрь 2018). Финалист Международного кинофестиваля Near Nazareth Festival (Израиль) в номинации «Лучший короткометражный фильм». Номинант категории «Лучший короткометражный фильм» на Американском кинофестивале International ProFilmfest .. «Полевая медсестра» (2023, режиссёр Оксана Харламова) — отмечен Дипломом как «Лучший короткометражный фильм» на Международном русском кинофестивале Соавтор сценария телесериала «Пальцы» (режиссёр Павел Иванов. 12 серий. Премьера на канале НТВ состоялась в 2024) Автор более ста сценариев (диалогов) для Киношколы режиссёра Олега Ларина.

## Книги
- Владимир Булычев Незримые уроки. — Киров: Волго-Вятское книжное издательство, 1983. — Предисловие: Альберт Лиханов. — 96 с. — 5000 экз.
- Владимир Булычев Неродные родные дети. — Киров: Волго-Вятское книжное издательство, 1989. — Послесловие: Ильин, Евгений Николаевич. — 224 с. — 10 000 экз. — ISNB 5 — 7420 — 0103 — 7
- Владимир Булычев Кто мы? Коллективный портрет тридцатилетних, написанный одним из них. — Москва: Советская Россия, 1989. — 160 с. — 50 000 экз. — ISBN 5-268-00304-6
- Владимир Булычев Судите и судимы будьте. — Омск: Книжное издательство, 1990. — 176 с. — 3000 экз. — ISBN 5-85540-126-X.
- Владимир Булычев Бесполый секс? Книга для подростков, их родителей и нестрогих учителей. — Омск: Книжное издательство, 1992. — 104 с. — 50 000 экз. — ISBN 5-85540-308-4

## Коллективные сборники, альманахи, периодика
- Владимир Булычев Ребячий директор. — Смена (журнал). — № 2, 1980, с. 24-25. — ISSN 0131-6656.
- Владимир Булычев Кощунство. — Смена (журнал) № 17, 1980, с. 6-7. — ISSN 0131-6656.
- Владимир Булычев Деревья с собственным именем Смена (журнал). — № 23, 1981, с. 18-19. — ISSN 0131-6656.
- Владимир Булычев Взрослый взгляд на детский сад. — Смена (журнал).
- Владимир Булычев Живым и мёртвым — сад один, с. 157—166. — Время и судьбы. Очерки горьковских и кировских публицистов. —  Волго-Вятское книжное издательство, 1982. — Предисловие: Кочин, Николай Иванович. — 190 с. — 5 000 экз. — ББК 66.3(2)1
- Владимир Булычев Жестокость, с. 115—125. — Честь смолоду. — Москва: Молодая гвардия (издательство) (коллективный сборник), 1982. — Предисловие: Чурбанов, Юрий Михайлович . — 224 с. — 150 000 экз. — ББК 84Р7 Р2.
- Владимир Булычев Сад, с. 205—211. — Подвиг. — Москва: Молодая гвардия (литературно-художественный альманах), № 26, 1984. — 240 с. — 160 000 экз.
- Владимир Булычев Брошенные дети, с. 148—158. — Дела семейные. — Москва: Молодая гвардия (коллективный сборник), 1984. — Предисловие: Гагарина, Анна Тимофеевна. — 223 с. — 100 000 экз. — ББК 87.715 392.
- Владимир Булычев Срочно требуются родители. —Литературная Россия. — № 36, 1984, с. 14-15. — ISSN 1560-6856.
- Владимир Булычев Земной поклон. — Комсомольская правда. — 13.10.1985. — ISSN 0233-433Х.
- Владимир Булычев Чужие. — Смена (журнал)
- Владимир Булычев Жил-был егерь, с.98-101. — Мы и наша земля. — Москва: Молодая гвардия (коллективный сборник), 1986. — Предисловие: Онегов, Анатолий Сергеевич. Послесловие: Сафонов, Эрнст Иванович. — 287 с. — 50 000 экз. — ББК 20.1 57(069).
- Владимир Булычев Безнадзорные. — Литературная Россия. — № 17, 1986, с. 16-17. — ISSN 1560-6856.
- Владимир Булычев Невезучий. — Рабочая смена (журнал ЦК ВЛКСМ и Государственного комитета СССР по профессионально-техническому образованию). — № 10, 1987, с. 22-26. — ISSN 0131-8063.
- Владимир Булычев Судите и судимы будьте. — Литературная учёба. — № 3, 1988, с. 3-11. — ISSN 0203-5847.
- Владимир Булычев Опровержение. — Сибирские огни (журнал)
- Владимир Булычев Обвиняется пьянство, или Сочинение на невольную тему. — Сибирские огни (журнал)
- Владимир Булычев Из первых рук, из рук добра. —  Советская женщина  — № 5, 1988, с.14. — ISSN 0132-2028.
- Владимир Булычев Открытый урок, с. 46-49. — Пульс. — Москва: Молодая гвардия (молодежный общественно-политический ежегодник), 1989. — 223 с. — 100 000 экз.
- Владимир Булычев Билет… к себе. — Парус (журнал) . — № 4, 1989, с. 40-43. — ISSN 0235-2737.
- Владимир Булычев Клянусь вам на медвежьих лапах. — Свой голос (альманах Восточно-Сибирского книжного издательства)  — № 2, 1991, с. 110—127.
- Владимир Булычев Три недели в Голландии (Заметки с пристрастием). — Иртыш (альманах Омской писательской организации Союза писателей РФ. — № 1, 1992, с. 184—215.
- Владимир Булычев Иногда мне становится грустно. — Ровесник (журнал). Шестнадцать (приложение). — № 2, 1994, с. 32.
- Владимир Булычев Половая любовь бесполых существ. — Ровесник (журнал). Шестнадцать (приложение). — № 11, 1999, с. 26-27.
- Владимир Булычев Палач или жертва? — Сельская новь (журнал). — № 11, 1999, с. 20-21.
- Владимир Булычев Наши за бугром. — Литературный Омск (журнал)
- Владимир Булычев Враги и друзья. — Литературный Омск (журнал)
- Владимир Булычев Долго жить не запретишь. – Гудок (газета) .
- Владимир Булычев Дом, который построишь сам. — Сельская новь (журнал) 44
- Владимир Булычев Мы — в Европу, а нас — пинком оттуда… — Литературный Омск (журнал) . — № 5, 2004, с. 9-11.
- Владимир Булычев Вим Иванович дер Зван, или Приключения голландца в России. — Звездный век (омский иллюстрированный журнал). — № 3, 2005, с. 13-15.
- Владимир Булычев У Анны на шее. Полемические заметки. — Звездный век (омский иллюстрированный журнал). — № 10, 2005, с. 23-24.
- Владимир Булычев Сын от насильника. — Сельская новь (журнал). — № 10, 2005, с. 27-28.
- Владимир Булычев Из Золушки — в принцессы. — Город (омский журнал). — № 4, 2006, с. 52-57.
- Владимир Булычев В войну голубей съедают. —  Москва (журнал) . — № 11, 2006, с.68-74. — ISSN 0131-2332.
- Владимир Булычев «Транзитные» дети. — Литературная газета .
- Владимир Булычев Личные счёты (Картинки из глубинки) –  Литературная газета
- Владимир Булычев Хорошо смеется тот, кто у нас в стране живёт. — Город (омский журнал). — № 1, 2007, с. 45-47.
- Владимир Булычев ЖКХ с возу — государству легче. — Сельская новь (журнал) . — № 2, 2007, с. 2-4.
- Владимир Булычев Служить бы рад… но заберите автомат! — Сельская новь (журнал). — № 6, 2007, с. 2-4.
- Владимир Булычев Дитя раздора — Сельская новь (журнал) . — № 5, 2008, с. 20-22.
- Владимир Булычев Кризис законов не отменяет. — Сельская новь (журнал) . — № 5, 2009, с. 24-25.
- Владимир Булычев Кто не рискует, тот… рискует. — Сельская новь (журнал) . — № 6, 2009, с. 8-9.
- Владимир Булычев Нетипичные папы. — Сельская новь (журнал) . — № 9, 2009, с. 2-3.
- Владимир Булычев Три сестры. — Сельская новь (журнал) . — № 3, 2010, с. 32-33.
- Владимир Булычев Он не был похож на убийцу. — Сельская новь (журнал) . — № 8, 2010, с. 20-21.
- Владимир Булычев Опаленные полем. — Сельская новь (журнал) . — № 2, 2011, с. 56-58.
- Владимир Булычев Тюрьма равняется на Запад. — Сельская новь (журнал) . — № 6, 2011, с. 60-63.
- Владимир Булычев Город-праздник, город-ад, с. 65-71. — Годовые кольца. Сборник произведений омских писателей. Проза. — т. 1, 2012 .
- Владимир Булычев Неродные родные дети. — Семья и школа (журнал) . — № 9-10, 2015, с. 36-37.
- Владимир Булычев Язык мой — друг мой. — Сибирь и Я (омский журнал)

## Премии

#### Всесоюзные, федеральные
- Премия журнала «Смена» за очерк «Кощунство» (1980)
- Лауреат Всесоюзного литературного конкурса имени М. Горького на лучшую первую книгу молодого автора (1984)[12][13]
- Премия газеты «Литературная Россия» «За лучшие произведения, опубликованные в еженедельнике в 1984 году» (1985)[14]
- Премия журнала Литературная учёба «За лучшие дебюты в 1988 году» (1989)
- Лауреат премии Союза журналистов России «За профессиональное мастерство» (2008)
- Победитель IV конкурса журналистского мастерства «Сибирь. ПРО»  в номинации «Образование». Премия полномочного представителя президента РФ в Сибирском федеральном округе (2009)
- Лауреат Национальной премии прессы «Искра» . Победитель конкурса в номинации «Фельетон» (2012)
- Победитель III Всероссийского конкурса СМИ на лучшее освещение реформы ЖКХ в номинации «Владеть — значит отвечать» (2012)
- Победитель Всероссийского конкурса «Золотой гонг — 2013» в номинации «За мужество и принципиальность в отстаивании позиции»
- Лауреат Премии Артёма Боровика «Честь. Мужество. Мастерство» за очерк «Глава — и баста!» (2013)

#### Региональные
- Победитель Омского областного журналистского конкурса в номинации «Лучший очерк» (2003)
- Победитель конкурса Западно-Сибирского УВД на транспорте на лучшую журналистскую публикацию (2006)
- Победитель конкурса Уполномоченного Омской области по правам человека в номинации «Произвол в законе» (2008)
- Победитель конкурса Уполномоченного Омской области по правам человека в номинации «Легко ли быть молодым?» (2009)
- Победитель конкурса Следственного управления СК при прокуратуре РФ по Омской области в номинации «Следствием установлено» (2009)
- Победитель конкурса Следственного управления СК при прокуратуре РФ по Омской области в номинации «Хроника событий» (2010)
- Победитель Омского областного конкурса на лучшее освещение в СМИ деятельности судов (2010) в номинации «Лучший очерк»
- Лауреат областного конкурса «Омская культура — территория созидания» в номинации «Лучшая газетная публикация» (2010)
- Лауреат конкурса Омской областной журналистской организации в номинации «Путевой очерк» (2011)